# 沢村亜津佐
沢村 亜津佐（さわむら あづさ、1973年5月23日 - ）は、日本の女優。大阪府出身。かつては松竹芸能に所属していた。身長164cm。血液型はA型。

## 来歴・人物
1988年、雑誌『明星ヘアカタログ』のグランプリに選ばれ、以降女優としてドラマ・映画を中心に活動した。女優活動以外に『歌謡びんびんハウス』のアシスタントをしていたことでも知られる。シャープな顔立ちで、森口瑤子に続く松竹の若手女優として期待されたが、主役を張るまではいかず、脇役としての出演が主であった。2000年以降は目立った芸能活動はない。

## 出演

### テレビドラマ
- 鬼平犯科帳（フジテレビ）
  - 第1シリーズ 第16話「盗法秘伝」（1989年）
  - 第8シリーズ 第2話「瓶割り小僧」（1998年） - お浜 役
- DRAMADAS もだえ苦しむ活字中毒者地獄の味噌蔵（1990年、関西テレビ）
- 幕府お耳役檜十三郎（1991年、テレビ東京系）- お染 役
- 海風をつかまえて（1991年、テレビ東京系） - 有村ヒカル（通信士）役
- お願いダーリン!（1993年、フジテレビ）
- 付き馬屋おえん事件帳 第2シリーズ 第8話「母恋観音を抱く悪党」（1993年、テレビ東京）
- 21歳の別離〜中堀由希子、白血病とのたたかいに青春をかけて（1994年、毎日放送/TBS系）
- 八代将軍吉宗 (1995年、NHK) - 利根姫 役
- For You(テレビドラマ) (1995年、フジテレビ)
- 豊臣秀吉 天下を獲る!（1995年、テレビ東京系）- おみね 役
- ジューン・ブライド（1995年、TBS系）- 高井麻美 役
- 恋人よ（1995年、フジテレビ系）
- 月曜ドラマスペシャル しがらみ太郎の事件簿2（1996年、TBS系）
- 東京SEX クリスマス編（1996年、フジテレビ）
- オトナにして（1996年5月、テレビ朝日）
- 恋愛前夜 第2話『1回ちゃん』（1996年、日本テレビ）
- 編笠十兵衛（1997年、テレビ東京系）
- 木曜の怪談ファイナル（1997年、フジテレビ系）
- いちばん大切なひと（1997年、TBS系）
- あぐり（1997年、NHK）- 佐藤弘子 役
- ウルトラマンガイア（1998年、毎日放送） - 佐々木律子 役
- 車いすの金メダル（1998年、毎日放送/TBS系）- 聡美 役
- 土曜ワイド劇場 京都の芸者弁護士3・4（1999年・2000年、朝日放送/テレビ朝日系） - 菊乃 役

### CM
- 日本マクドナルド シュリンプバーガー（1990年）
- 大正製薬 大正漢方胃腸薬（1995年） - 中村雅俊と共演、OL役

### テレビ番組
- 森脇健児の夢屋珍宝堂（1991年、TBS系）
- その気!アルマジロ（読売テレビ）
- 歌謡びんびんハウス（1993年4月 - 9月、テレビ朝日系)
- スタジオパークからこんにちは（1996年、NHK)

### 映画
- ポップコーンLOVE 第1話『ファンクラブの女・インディーズキッズ』（1990年、バンダイ）
- 押忍!!空手部（1990年）- 清美 役
- 真夏の地球（1991年、松竹富士） - 宮本亜紀 役
- 四姉妹物語（1995年）